# Burgstall Königswart
Der Burgstall Königswart ist eine abgegangene Höhenburg in Spornlage auf 450 m ü. NHN am Westufer des Inns bei Königswart, einem Ortsteil der Gemeinde Soyen im Landkreis Rosenheim in Bayern. Die Anlage wird als Bodendenkmal unter der Aktennummer D-1-7839-0050 im Bayernatlas als „Burgstall des hohen und späten Mittelalters ("Burg Königswart")“ geführt.

## Geschichte
Die Burg wurde im 12. Jahrhundert erbaut, 1202 als „Chunigswart“ erwähnt und war ein Nebensitz der Grafen von Megling, zeitweise im Besitz des Domstifts Regensburg und unterstand etwa ab 1500 der Grafschaft Haag. 1855 entstand im Bereich des ehemaligen Vorburggeländes eine Kapelle mit eingemauertem romanischen Kapitell der früheren Burgkapelle. Im 19. Jahrhundert wurden die letzten Reste der Burg bis auf die Grundmauern abgetragen.

## Beschreibung
Das Burgareal war 125 Meter lang und 65 Meter breit und verfügte im Norden zur Einmündung des Nasenbachs in den Inn noch über eine etwa 125 lange Verteidigungsanlage aus Wällen und Burggräben. Im Süden kam man über einen breiten und tiefen Halsgraben, der die Burg von einer höher gelegenen 125 mal 125 Meter großen Ebene trennte, in die Burganlage.
Der Standort und der Name Königswart lässt auf eine königliche Zollburg schließen.